# Rommersheim
Rommersheim là một đô thị ở huyện Bitburg-Prüm, trong bang Rheinland-Pfalz, phía tây nước Đức. Đô thị Rommersheim có diện tích 16,97 km², dân số thời điểm ngày 31 tháng 12 năm 2006 là 635 người.